# West-Nieuw-Guinese talen
Tot de West-Nieuw-Guinese talen (34), onderdeel van Zuidelijk Halmahera-West Nieuw Guineesch, (41) behoren
- Bedoanas
- Erokwanas
- Cenderawasihbaaitalen (32)